# NGC 2866
NGC 2866 is een open sterrenhoop in het sterrenbeeld Zeilen. Het hemelobject werd op 31 maart 1835 ontdekt door de Britse astronoom John Herschel.

## Synoniemen
- OCL 774
- ESO 212-SC3